# Ржевское (Калининградская область)
Ржевское (до 1947 — Адлихь Линкунен, нем. Adlig Linkuhnen)— посёлок в Славском районе Калининградской области. Входит в состав Тимирязевского сельского поселения.

## Население

#### Довоенное население
| Год  | Жители |
| ---- | ------ |
| 1910 | 390    |
| 1933 | 404    |
| 1939 | 386    |

#### Современность
| 2002 | 2010 |
| ---- | ---- |
| 183  | ↗576 |

## История
Впервые в Linkone земля была предоставлена поселенцам еще в 1309 году. Двор Linkön был основан в 1565 году. Поместье Adlig Linkuhnen, которое изначально было владением, было продано семьёй Dressler тильзитским купцам Gustav Sachse, Adolph и August Engelke. Последними владельцами оставшихся 83 гектаров была семья Sakals.
26 марта 1874 г. был образован округ (Amtsbezirk (Preußen)) Linkuhnen, просуществовавший до 1945 г. и входивший в округ Niederung (с 1938 г. «округ Elchniederung») в районе Gumbinnen прусской провинции Восточная Пруссия.
В довоенное время в Адл.Линкунене существовало два железнодорожных вокзала: большой и узкоколейный.
В 1947 году посёлок был переименован в Ржевское.